# Rödsopp
Rödsopp (Hortiboletus rubellus) är en sopp inom familjen Boletaceae.

## Förekomst
Rödsoppen är spridd i Europa och förekommer i lövskogar, parker och trädgårdar. Den är ganska sällsynt i Norden, med fynd upp till Mellansverige och södra Finland. Den är även uppgiven som förekommande i Nordamerika. Den bildar ektomykorrhiza med  ekar och lindar.

## Kännetecken
Rödsoppen är en ganska liten sopp och hatten blir vanligen sådär 5 cm i diameter (upp till tolv cm förekommer). Den unga fruktkroppen har ofta klarröd hatt, ofta med en vit rand längs kanten; hos äldre kan hatten bli brunaktig (svampen kan då vara svårbestämd). Porerna är stora och gula, med åldern olivtonade, och blånar vid tryck. Foten är gul upptill, mot basen tillagande rödfläckig. Köttet är gulvitt i hatten, gulare i foten, endast svagt blånande. Fotbasens kött har små orange prickar (lupp kan krävas), en karaktär som saknas hos de flesta liknade arter (men förekommer hos rutsopp och mikroskopiska karaktärer kan i vissa fall krävas för säker bestämning), och i vissa fall kan köttet i hela fotbasen vara orangefärgat.

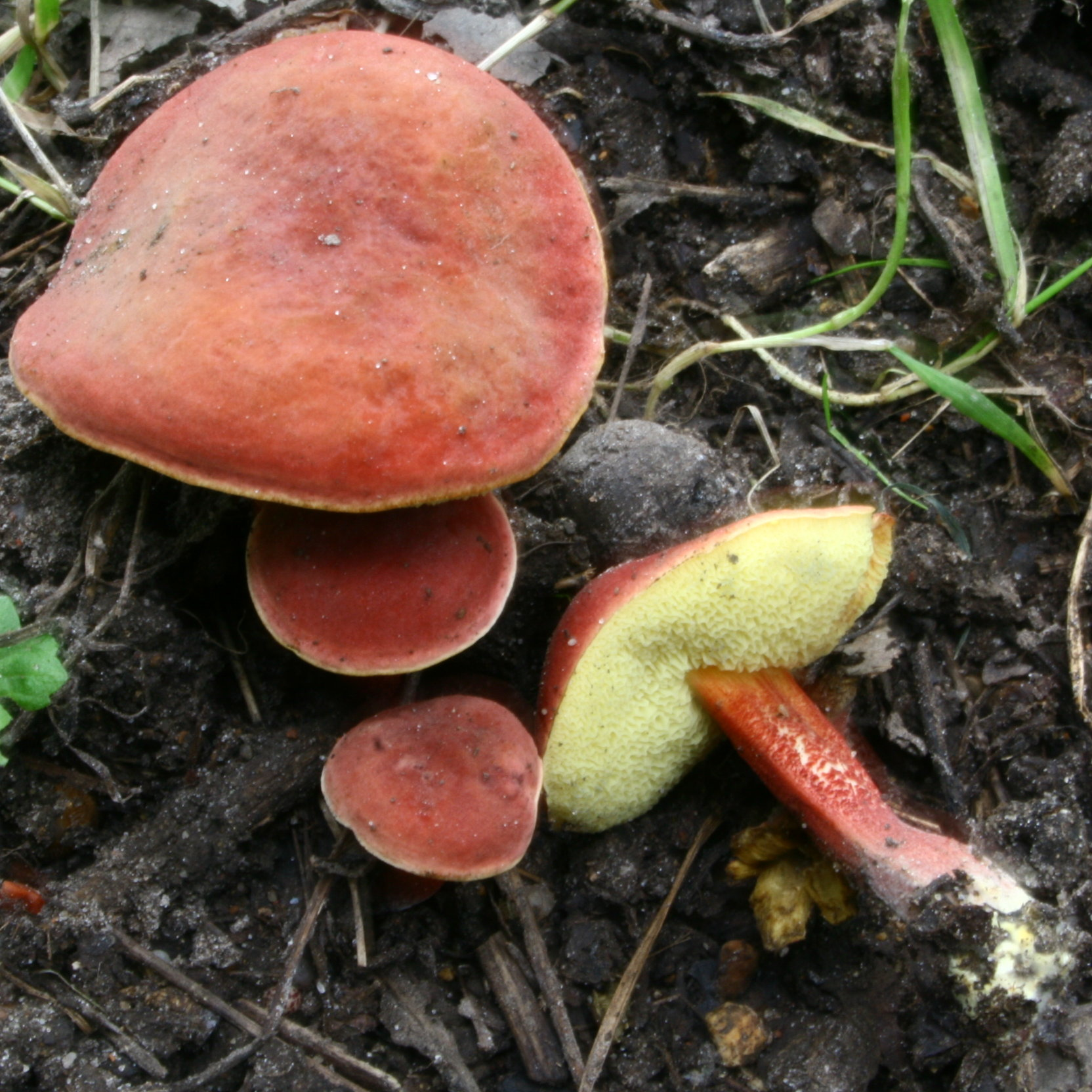
Hatten har ofta en vit rand längs kanten hos yngre exemplar.
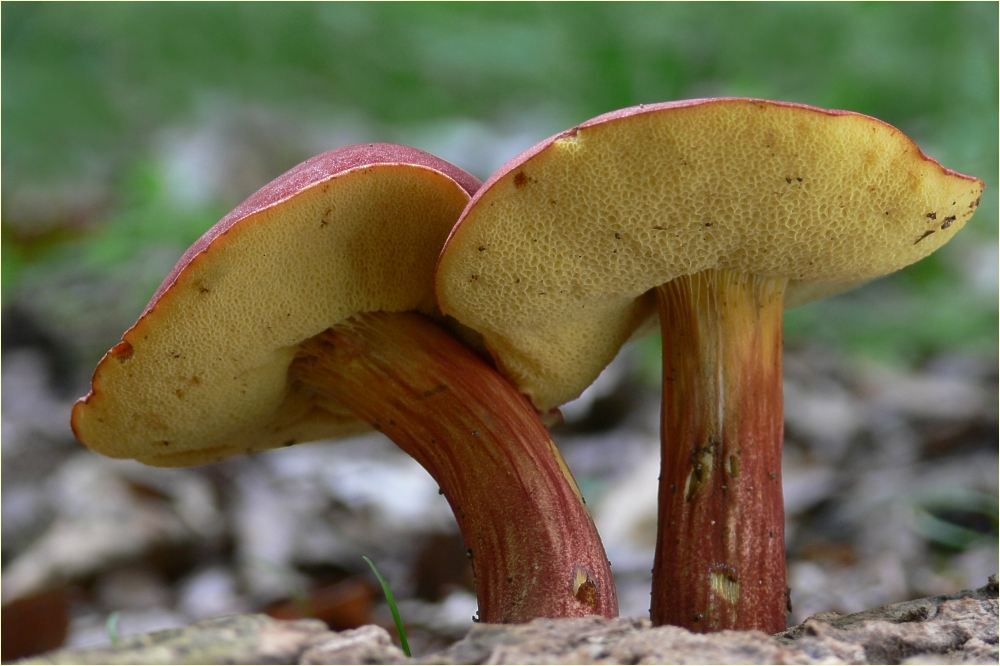
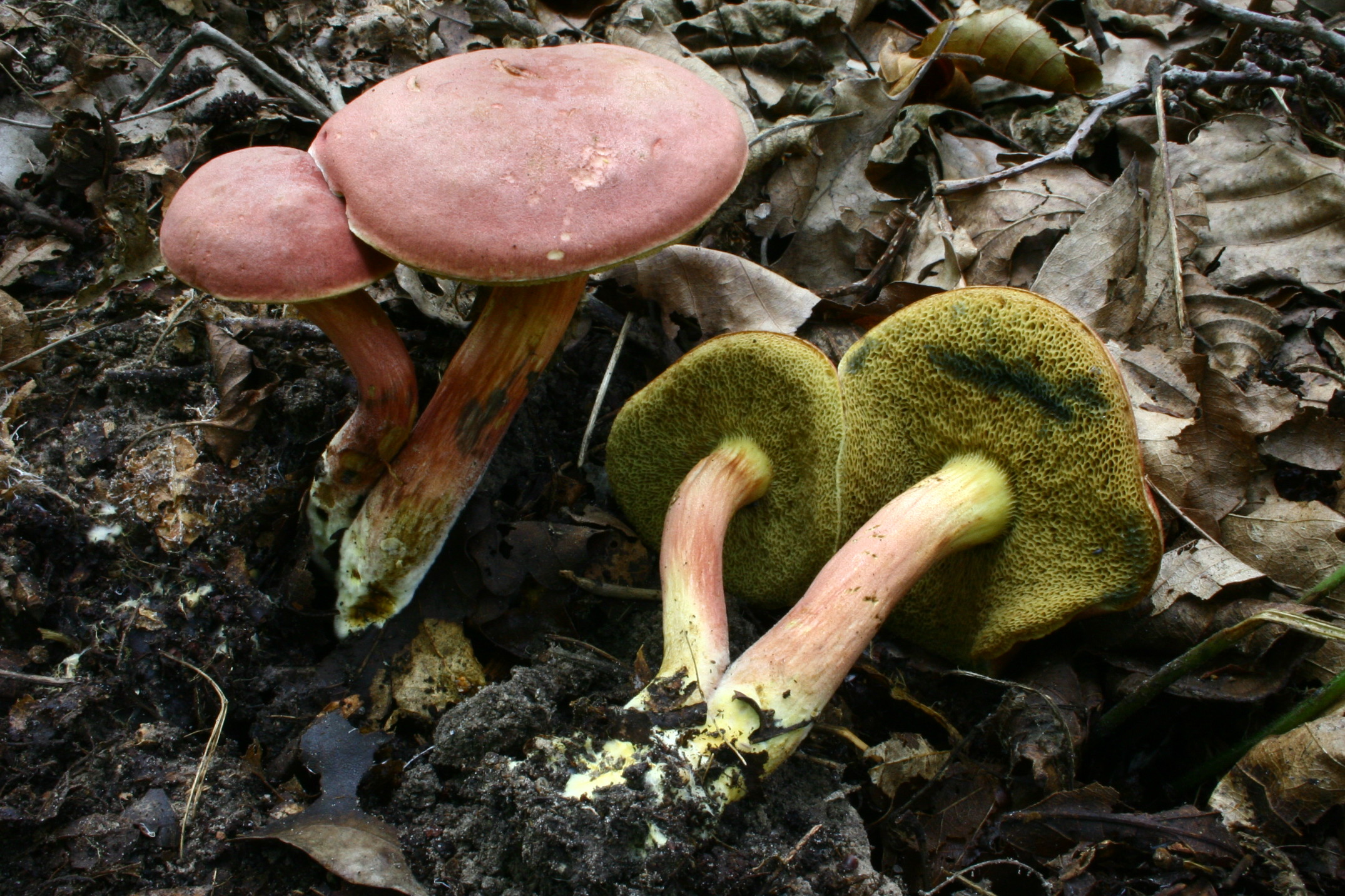
Porerna blånar vid beröring.

## Taxonomi
Rödsopp beskrevs av Julius Vincenz von Krombholz 1836 som Boletus rubellus. Via turer in om andra släkten (Xerocomus, Xerocomellus etcetera) placerades den som typart i det 2015 nybeskrivna släktet Hortiboletus av Giampaolo Simonini, Alfredo Vizzini och Matteo Gelardi.